# Cebrio cordubensis
Cebrio cordubensis is een keversoort uit de familie Cebrionidae. De wetenschappelijke naam van de soort is voor het eerst geldig gepubliceerd in 1865 door Perez Areas.